# Войт Сергій Миколайович
Войт Сергій Миколайович (нар. 31 серпня 1957, село Знаменівка (Новомосковський район)) — інженер та управлінець, генеральний директор Південного машинобудівного заводу.

## Освіта
- 1975-1976 — Запорізьке технічне училище. Кваліфікація «Технік» за спеціальністю «Електромонтажник».
- 1980-1986 — Дніпровський національний університет імені Олеся Гончара. Фізико-технічний факультет Дніпровського національного університету імені Олеся Гончара. Кваліфікація «Інженер-електромеханік» за спеціальністю «Системи автоматичного управління».
- 1998-2000 — Університет імені Альфреда Нобеля. Кваліфікація «Економіст» за спеціальністю «Економіка підприємства».

## Кар'єра
- 1976 — ДП «Виробниче об'єднання Південний машинобудівний завод ім. О. М. Макарова», електромонтажник 3-го розряду.
- 1976-1979 — служба у Збройні сили СРСР.
- 1979-1981 — слюсар-електромонтажник 3-го розряду ДП «Виробниче об'єднання Південний машинобудівний завод ім. О. М. Макарова», з червня 1980 — слюсар-електромонтажник 4-го розряду.
- 1981-1987 — механоскладальний цех, електромонтер з ремонту електроустаткування 5-го розряду, електромонтер з ремонту електроустаткування 6-го розряду (01.1983), інженер-електронік (11.1983), механік цеху (02.1986).
- 1987-1988 — цех складання тракторів, заступник начальника цеху.
- 1988-1990 — відділ постачання, заступник начальника відділу, начальник відділу (10.1988).
- 1990-2005 — помічник генерального директора з матеріально-технічного постачання і транспорту, заступник генерального директора з матеріально-технічного постачання і транспорту (02.1990).
- 2005-2014 — перший заступник генерального директора.
- 2014 по теперішній час — генеральний директор ДП «Виробниче об'єднання Південний машинобудівний завод ім. О. М. Макарова».

## Наукові ступені та звання
- 2001 — кандидат економічних наук. Дисертація на тему «Синтез системи маркетингово-орієнтованого управління виробничо-збутовою діяльністю підприємств промисловості».
- 2007 — обраний академіком Академії економічних наук України за спеціальністю «Економіка промисловості».
- 2014 — доктор економічних наук. Дисертація на тему «Розвиток продуктивних сил і регіональна економіка».

## Нагороди та звання
- 1994 — почесне звання Заслужений діяч науки і техніки України.
- 2004 — Орден «За заслуги» (Україна) ІІІ ступеня за вагомий особистий внесок у розвиток космічної галузі, багаторічну самовіддану працю та з нагоди 60-річчя від дня заснування підприємства.
- 2008 — Орден «За заслуги» (Україна) ІІ ступеня за значний особистий внесок у зміцнення ракетно-космічного потенціалу України, вагомі досягнення у створенні та впровадженні космічних систем і технологій, високу професійну майстерність.
- 2009 — Державна премія України в галузі науки і техніки лауреат Державної премії України за створення триступеневої ракети-носія «Зеніт-3SL» за програмою «Морський старт».

## Медалі
- 2011 — імені О. О. Ряжських,
- 2011 — «100 років М. К. Янгеля», (Янгель Михайло Кузьмич)
- 2011 — імені О. М. Макарова «За особливі заслуги». (Макаров Олександр Максимович)

## Політична та громадська діяльність
Безпартійний. У виборчі органи влади не обирався.